# TV1 (Algérie)
TV1 (en arabe : الجزائرية الأولى), en berbère : ⴰⵎⴰⵜⴰⴼ ⴰⵎⵏⵣⵓ, anciennement Télévision algérienne (en arabe : التلفزيون الجزائري) puis La Chaîne terrestre (en arabe : القناة الأرضية) connu sous le nom de Programme national, est la première chaîne de télévision publique algérienne. Émanation de l'Établissement public de télévision (EPTV) — anciennement Établissement national de télévision (ENTV) — cette chaîne généraliste est diffusée par voie hertzienne sur l’ensemble du territoire algérien.

## Historique

### Avant l'indépendance
Le 24 décembre 1956, la Radiodiffusion-télévision française (RTF) dans les départements français d'Algérie inaugure son premier émetteur de télévision au standard VHF 819 lignes, installé au Cap Matifou, face à Alger dont il est distant de quinze kilomètres. L'émetteur, qui a coûté 1 200 000 000 francs, couvre presque toute la ville d'Alger, sa banlieue et une grande partie de la Mitidja. Une astuce technique permet la diffusion simultanée du son en deux langues (français et arabe) pour certaines de ses émissions. La RTF Télévision en Algérie est ainsi la première au monde à être bilingue et à émettre des spectacles français et arabes commentés dans les deux langues. Les speakerines francophones et arabophones se partagent à tour de rôle la présentation des programmes, les unes apparaissant en direct à l'écran pendant que les autres font la traduction en voix off, et inversement le lendemain. Les émissions sont entièrement réalisées sur place, aucun relais n'étant possible avec la Métropole. Trente et une heures de programmes sont diffusés chaque semaine en 1957, composés de films, de théâtre, de musique et d'œuvres lyriques, de variétés, d'information, de magazines et reportages sportifs et d'émissions enfantines. La télévision métropolitaine fournit 11 heures de programmes sur ces 31 heures hebdomadaires, essentiellement du théâtre, des variétés et des ouvrages lyriques. Le journal télévisé est diffusé à 20 heures et rediffusé à 22h30 et est présenté par Jean Luc, Jean Lanzi, Jean-Claude Narcy et Jean-Pierre Elkabbach. Il est réalisé entièrement sur place à l'aide de bandes envoyées par United Press et France Vidéo auxquelles s'ajoutent deux ou trois reportages tournés localement chaque jour avec des commentaires en français et en arabe pour une diffusion simultanée sur les deux canaux sonores. De nombreux programmes (émissions musicales, folkloriques, enfantines, concerts et théâtre) et courts-métrages sont spécialement créés pour alimenter la grille des émissions arabophones placées sous la direction de Fathallah Benhassine, déjà responsable des émissions en langues arabe et kabyle à la radio RTF. France V. Dès sa naissance, la Télévision d'Algérie souhaite donc s'adresser à toutes les composantes de la population algérienne susceptibles de la recevoir.
Un second émetteur de télévision est inauguré par le Directeur Général de la RTF, Gabriel Delaunay, pour desservir Alger le 22 février 1958. Oran est la seconde ville équipée d'un émetteur de télévision, installé sur l’immeuble Perret qui dresse ses quinze étages au carrefour de la rue Mostaganem et de la route du Port, et qui rayonne très correctement sur toute l’étendue de l’agglomération dès le 17 décembre 1958. Le réseau s'étend avec la construction d'un émetteur de télévision à la station de ski de Chréa en janvier 1960, puis la mise en service de l'émetteur de Constantine le 26 octobre 1960.
La RTF présente sa dernière édition en direct du journal télévisé le 5 juillet 1962, après le référendum d'autodétermination.

### Depuis l'indépendance de l'Algérie
À la suite de l'indépendance de l'Algérie le 5 juillet 1962, la Radiodiffusion-télévision algérienne (RTA) se substitue à la RTF le 28 octobre 1962 et reprend ses infrastructures et bâtiments. Un accord de coopération technique entre les deux organismes de radiodiffusion est signé le 22 janvier 1963. L'unification de la diffusion du programme national de télévision au nord du pays par faisceaux hertziens est réalisée le 19 juin 1970. La RTA abandonne le standard français 819 lignes norme E pour la diffusion télévisée et adopte le système PAL 625 lignes norme B pour sa diffusion en couleur en 1973. La diffusion de la télévision s'élargit dès 1975 avec l'inauguration de nouveaux centres de diffusion à Ain N’sour, Tiaret, Nadhour, Hassi Dib, Aflou à l’Ouest et Reghiss, Bouilef et Metlili à l’Est et la diffusion satellitaire pour la desserte des zones à fortes densités de population dans le grand sud saharien.
Le 1er juillet 1986, l'Entreprise Nationale de Télévision (ENTV) est créée par le décret no 86-147, à la suite de la séparation des activités gérées par la RTA, la fonction de la production télévisuelle revient à l'ENTV.
Le Programme national a été l'unique chaîne de télévision nationale algérienne jusqu'en 1994, quand fut lancée Canal Algérie, version francophone de sa grande sœur, alors diffusée par le satellite Eutelsat 2F3 à 16°Est, pour la diaspora algérienne à l'Étranger qui voulaient avoir des nouvelles du pays. Depuis le 5 juillet 2001, une troisième chaîne, Algérie 3, s'est jointe à l'ensemble, suivie le 18 mars 2009, de deux nouvelles chaînes : ENTV 4 Tamazight et ENTV 5 Qannat el-Qor'an (Chaîne du Coran). Le 26 mars 2020, l'ENTV, lance une sixième chaîne et fait de la troisième chaîne une chaîne d'information.
Le 19 mai 2020, soit quelques semaines après le lancement de TV6, l’ENTV a procédé au lancement de la 7e chaîne “El Maarifa”, qui est la première chaîne spécialisé dans l’enseignement et l’éducation à distance en Algérie.

### Logos

#### RTF Télévision Alger

Logo de la RTF Télévision Alger du 24 décembre 1956 au 3 février 1959
Logo de la RTF Télévision Alger du 4 février 1959 au 5 juillet 1962

#### Télévision algérienne

Logo de la RTA de 1962 à 1990
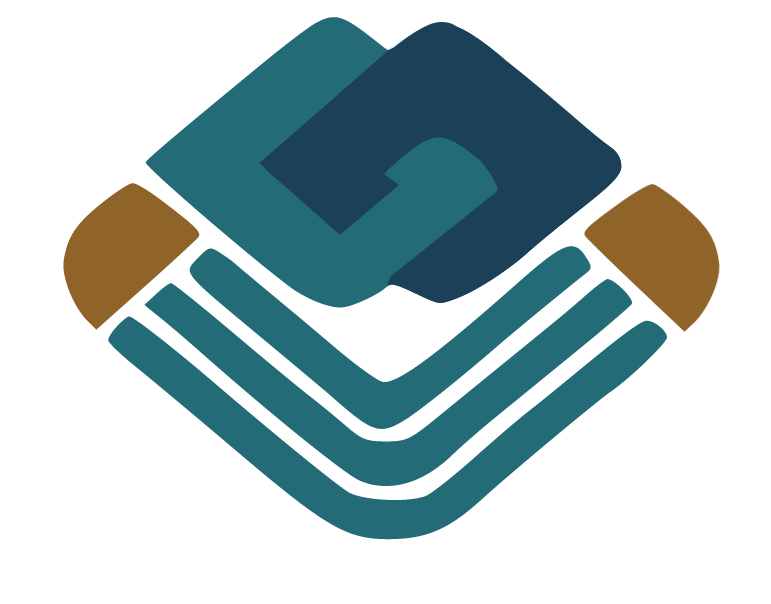
Logo de la Télévision algérienne de 1990 à 1993
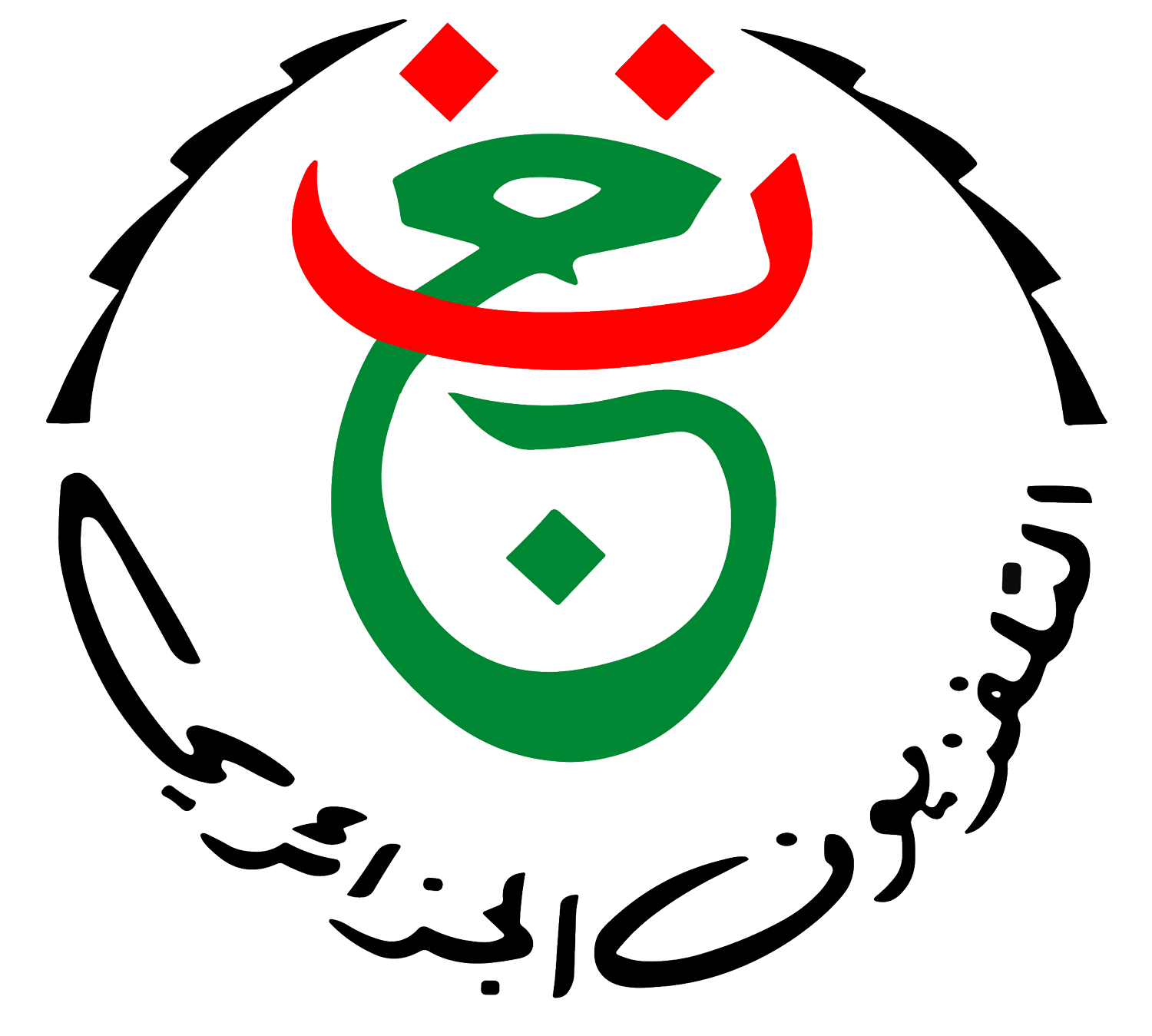
Logo de la Terrestre de 1993 à mai 2019
Logo depuis janvier 2020.

## Organisation

### Dirigeants
Directeur régional de la RTF en Algérie :
- M. Gayraud : 1956 -
- Georges Drouet

Directeur artistique de la Radio et de la Télévision de la RTF en Algérie :
- Pierre Héral : 1956 - 1962

Directeur des Émissions en Langues Arabe et Kabyle de la RTF :
- Fathallah Benhassine : 1956 - 1962

Directeurs généraux de l'EPTV :
- Abdou Benziane : 1990 - 1992
- Abdou Benziane : 1993 - 1994
- Abdelkader Lalmi 1998-1999
- Habib Chawki Hamraoui : 1999 - 19/11/2008
- Abdelkader Lalmi : 19/11/2008 - 13/02/2012
- Tewfik Khelladi : 13 février 2012 - 25 mars 2019[7].
- du 25 mars au 25 mai 2019 : Lofti Chriet[8].
- du 25 mai 2019 au 7 janvier 2020 : Salim Rebahi[8],[9].
- du 9 au 27 janvier 2020 : Fethi Saidi (intéim)[10]
- depuis le 27 janvier 2020 : Ahmed Bensabane[11]

### Siège
Le siège de TV1 est situé dans un immeuble au 21 Boulevard des Martyrs à Alger qui abrite la direction générale de l'EPTV et celle de la Radio algérienne. Cet immeuble était la Maison de la Radio-Télévision de la RTF à Alger sur l'ancien Boulevard Bru, construit pour 1 200 000 000 francs de 1955 à fin 1957.

## Programmes
Les programmes de TV1 consistent à informer, éduquer et distraire au moyen de la diffusion de tous reportages, émissions et programmes se rapportant à la vie nationale, régionale, locale et internationale ainsi qu'à des questions et problèmes d'actualité.

### Séries télévisées étrangères
- La Double Vie d'Eddie McDowd

### Dessins Animés
- Chibi Maruko-chan

## Audience
Il n'existe pas de mesures d'audiences par audimètres en Algérie. Seuls des sondages permettent d'apprécier l'audience des chaînes de télévisions, ainsi, dans une étude réalisée entre le 30 avril et le 6 mai 2012, la chaine Terrestre est la quatrième chaîne la plus regardée par les Algériens avec 5,34 % de part d'audience.
Selon un autre sondage sur le programme du Ramadan 2011, elle est la chaîne la plus regardée par les Algériens pendant le mois du Ramadan avec 33,7 % d'audience.

## Diffusion
TV1 est diffusée sur le réseau analogique hertzien sur la bande UHF au standard PAL 625 lignes couleurs norme B Gerber ou CCIR depuis les centres d'émission ci-dessous :
- Région ouest : 
  - Tessala (wilaya de Sidi-Bel-Abbès) : canal 43
- Région centre :
  - Akfadou (wilaya de Béjaïa) : canal 33
  - Chréa (wilaya de Blida) : canal 43
  - Bordj El Bahri (wilaya d'Alger) : canal 41
  - Bouzareah (wilaya d'Alger) : canal 24
- Région est :
  - Kef Lakehel (wilaya de Constantine) : canal 28

## Réseau
TV1 est un réseau généraliste de 5 chaines de télévision locales et une nationale.

### Chaines de télévision locales
| Logo | Chaîne                                                                      | Ancien nom                                | Actionnaires |
| ---- | --------------------------------------------------------------------------- | ----------------------------------------- | ------------ |
|      | TV1 Alger Chaine généraliste terrestre pour l'Algérois (le centre).         | Canal Alger RTA Télévision Alger          | 100 % EPTV   |
|      | TV1 Oran Chaine généraliste terrestre pour l'Oranie (l'ouest).              | Oran TV RTA Télévision Oran               | 100 % EPTV   |
|      | TV1 Constantine Chaine généraliste terrestre pour le Constantinois (l'est). | Constantine TV RTA Télévision Constantine | 100 % EPTV   |
|      | TV1 Ouargla Chaine généraliste terrestre pour le sud-est.                   | Ouargla TV RTA Télévision Ouargla         | 100 % EPTV   |
|      | TV1 Béchar Chaine généraliste terrestre pour le sud-ouest.                  | Béchar TV RTA Télévision Béchar           | 100 % EPTV   |

### Chaine de télévision nationale
| Logo | Chaîne                                               | Date de création | Actionnaires |
| ---- | ---------------------------------------------------- | ---------------- | ------------ |
|      | Programme national TV1 Réseau généraliste terrestre. | 24 décembre 1956 | 100 % EPTV   |